# Моисеев, Вячеслав Иванович
Вячесла́в Ива́нович Моисе́ев (род. 4 ноября 1965, Губкин, СССР) — российский философ, специалист в области философии науки, методологии науки, философской логики, философии биологии, философии медицины, медицинской психологии и биоэтики. Основатель нового философского направления — философия неовсеединства.
Доктор философских наук, профессор. Профессор и заведующий кафедрой философии, биомедицинский этики и гуманитарных наук Московского государственного медико-стоматологического университета имени А. Е. Евдокимова. Был профессором кафедры истории и философии науки Института философии РАН, главным научным сотрудником сектора философских проблем культуры Российского института культурологии.
Член Бюро Московского философского общества, член редакционной коллегии журнала «Соловьёвские исследования».

## Биография
Родился в 1965 году в г. Губкине Белгородской области.
В 1989 году с отличием закончил лечебный факультет Воронежского медицинского института.
В 1992 году окончил аспирантуру Института философии РАН и защитил диссертацию на соискание учёной степени кандидата философских наук по теме «Неклассический тип рациональности в биологическом знании» (специальность 09.00.08 — Философия науки и техники).
Работал преподавателем философии в Воронежском медицинском институте и одновременно учился на вечернем отделении математического факультета Воронежского государственного университета, который окончил с отличием в 1998 году.
В 2000 году в Российском государственном гуманитарном университете защитил диссертацию на соискание учёной степени доктора философских наук по теме «Логико-философская реконструкция концептуальных оснований русской философии всеединства: На материале работ В. С. Соловьёва, С. Н. Булгакова, П. А. Флоренского, С. Л. Франка, Л. П. Карсавина» (специальность 09.00.03 — История философии); научный консультант — доктор философских наук, профессор А. И. Алешин.
В 2003—2006 годах — заведующий кафедрой философии Воронежской государственной медицинской академии имени Н. Н. Бурденко.
С 2006 года — профессор и заведующий кафедрой философии, биомедицинской этики и гуманитарных наук Московского государственного медико-стоматологического университета имени А. Е. Евдокимова.
В 2011 году присвоено учёное звание профессора по кафедре философии.
Автор более 200 научных работ, включая восемь монографий: «Логика всеединства», «Логика добра», «Логика открытого синтеза» (в 2-х тт.), «Человек и общество: образы синтеза» (в 2-х тт.), «Философия трансдисциплинарности» (в соавторстве с Л. П. Киященко), «Очерки по философии неовсеединства», «R-физика» (в 2-х тт.), «Мирология» и учебных пособий «Философия науки, Философские проблемы биологии и медицины»,"Философия" (в соавторстве с О. Н. Моисеевой), «Культурология», «Биоэтика» (в соавторстве с О. Н. Моисеевой).
Автор статей в научных журналах «Вестник МГУ. Серия 7: Философия», «Философские науки» и «Вестник Российского философского общества».
Организатор шестнадцати всероссийских конференций «Философские проблемы биологии и медицины» (2007—2022 гг.).
Член Ассоциации медицинских антропологов.

## Научные труды

### Монографии
- Моисеев В. И. Логика всеединства. — Воронеж: Воронеж. гос. мед. академия, 1999. — 247 с. Рук. деп. в ИНИОН РАН, 14.07.99 № 54845.
- Моисеев В. И. Логико-философская реконструкция концептуальных оснований русской философии всеединства. — Воронеж: Изд-во Воронеж. гос. универ., 2000. — 106 с.
- Моисеев В. И. Логика всеединства. — М. : ПЕР СЭ, 2002. — 415 с. — 1000 экз. — ISBN 5-9292-0038-6.
- Моисеев В. И. Логика Добра. Нравственный логос Владимира Соловьёва. — М.: Эдиториал УРСС, 2004. — 400 с. ISBN 5-354-00590-6
- Моисеев В. И. Философия биологии и медицины. — М.: Принтберри, 2007. — 176 с.
- Моисеев В. И. Очерки по философии неовсеединства: Опыт математического прочтения философии. Аксиология. Логика. Феноменология. М.: Ленанд, 2018. 632 с.
- Моисеев В. И. Философские проблемы биологии. Очерки. Специальный выпуск «История и философия науки»: прил. к журн. «Философские науки». — М.: Гуманитарий, 2009. — 48 с. (Серия «Библиотечка молодого учёного» / Акад. гуманитарных исслед.).
- Моисеев В. И., Киященко Л. П. Философия трансдисциплинарности. — М.: ИФ РАН, 2009. — 205 с. ISBN 978-5-9540-0152-5
- Моисеев В. И. Логика Открытого Синтеза: В 2 томах. Том 1: Структура, Природа и Душа. Книга первая. — СПб.: Издательский дом «Міръ», 2010. — 744 с.; ил. ISBN 978-5-98846-065-7
- Моисеев В. И. Логика Открытого Синтеза: В 2 томах. Том 1: Структура, Природа и Душа. Книга вторая. — СПб.: Издательский дом «Міръ», 2010. — 743 с.; ил. ISBN 978-5-98846-066-4
- Моисеев В. И. Человек и общество: образы синтеза. В 2 т. — М.: Навигатор. 2012. — 1470 с. ISBN 978-5-903309-06-1
- Моисеев В.И.  Очерки по философии неовсеединства: Опыт математического прочтения философии. Аксиология. Логика. Феноменология. – М.: ЛЕНАНД, 2018. – 632 с. ISBN 978-5-9710-5359-0
- Моисеев В.И.  R-физика: проект физики неорганической и органической природы («большой физики») на основе релятивистской теории количества. В 2-х тт. Т.1: Естественно-научный проект. – М.: ЛЕНАНД, 2019. – 552 с. ISBN 978-5-9710-6193-9
- Моисеев В.И.  R-физика: проект физики неорганической и органической природы («большой физики») на основе релятивистской теории количества. В 2-х тт. Т.2: Основания. Гуманитарные приложения. – М.: ЛЕНАНД, 2019. – 464 с. ISBN 978-5-9710-6194-6
- Моисеев В.И.  Мирология: Наука о мироподобных системах. – М.: ЛЕНАНД, 2022. – 600 с. ISBN 978-5-9710-9628-3

### Учебники и учебные пособия
- Моисеев В. И. Математическая логика. Учебные материалы для студентов 4 курса математического факультета. № 357. — Воронеж: Лаборатория оперативной полиграфии ВГУ, 1999.
- Моисеев В. И. Планы семинарских занятий «Философия и методология науки» для студентов 4-го курса философского отделения философско-психологического факультета. — Воронеж: Лаборатория оперативной полиграфии ВГУ, 2001 г. — 43 с.
- Моисеев В. И. Логико-методологический анализ работы И. Лакатоса «Доказательства и опровержения». Учебно-методические указания для студентов старших курсов университетов и аспирантов. № 688. — Воронеж: Лаборатория оперативной полиграфии ВГУ, 2002. — 34 с.
- Моисеев В. И. Процедуры обоснования научного знания. Учебно-методическое пособие по теме «Основания научного знания» по специальности 020100 «Философия», ОПД. Ф.09. № О-234. — Воронеж: Лаборатория оперативной полиграфии ВГУ, 2003. — 21 с.
- Моисеев В. И. Философия и методология науки. Учебное пособие. (недоступная ссылка) — Воронеж: Центрально-Чернозёмное книжное издательство, 2003. — 236 с.
- Моисеев В. И. Философия и методология науки. Учебное пособие. — Воронеж: Центрально-Чернозёмное книжное издательство, 2004. — 239 с.
- Моисеев В. И. Философия науки. Учебное пособие. — Воронеж: Изд-во Воронежской государственной мед. академии, 2006. — 255 с.
- Моисеев В. И. Философия биологии и медицины : учебное пособие для студентов и аспирантов медицинских вузов. — М. : Принтберри, 2007. — 171, [2] c. — 2000 экз. — ISBN 978-5-91451-002-9.
- Моисеев В. И. «Логика всеединства»: Электронный учебник
- Моисеев В. И. Философия науки : философские проблемы биологии и медицины : учебное пособие для вузов : учебное пособие для студентов медицинских вузов. — М. : ГЭОТАР-Медиа, 2008. — 557 с. — 1000 экз. — ISBN 978-5-9704-0724-0.
- Моисеев В. И. Философия: Учебник для студентов медицинских специальностей. — СПб.: Изд. дом «Міръ», 2011. — 384 с.
- Моисеев В. И., Плютто П. А. Биомедицинская этика: учебное пособие. — СПб.: Издательский дом «Міръ», 2011. — 88 с.

### Научная редакция
Философские проблемы биологии и медицины : [доклады участников Первой ежегодной научно-практической конференции, г. Москва, 5-6 апреля 2007 г. / редкол.: д.ф.н., проф. (гл. ред.) Моисеев В. И., д.ф.н., проф. Киященко Л. П.]. — : Принтберри, 2007. — 500 экз. — ISBN 978-5-91451-001-2.

### Русская философия. Малый энциклопедический словарь
- Моисеев В. И. Бэр Карл Эрнст фон (Карл Максимович Бэр) // Русская философия. Малый энциклопедический словарь. — М.: Наука, 1995. — С. 80—81.
- Моисеев В. И. Васильев Николай Александрович // Русская философия. Малый энциклопедический словарь. — М.: Наука, 1995. — С. 83—84.
- Моисеев В. И. Вернадский Владимир Иванович // Русская философия. Малый энциклопедический словарь. — М.: Наука, 1995. — С. 90—95.
- Моисеев В. И. Каринский Михаил Иванович // Русская философия. Малый энциклопедический словарь. — М.: Наука, 1995. — С. 244—245.
- Моисеев В. И. Лобачевский Николай Иванович // Русская философия. Малый энциклопедический словарь. — М.: Наука, 1995. — С. 311.
- Моисеев В. И. Логика в России и СССР // Русская философия. Малый энциклопедический словарь. — М.: Наука, 1995. — С. 311—316.
- Моисеев В. И. Любищев Александр Александрович // Русская философия. Малый энциклопедический словарь. — М.: Наука, 1995. — С. 331.
- Моисеев В. И. Менделеев Дмитрий Иванович // Русская философия. Малый энциклопедический словарь. — М.: Наука, 1995. — С. 339—340.
- Моисеев В. И. Порецкий Платон Сергеевич // Русская философия. Малый энциклопедический словарь. — М.: Наука, 1995. — С. 419—420.
- Моисеев В. И. Сеченов Иван Михайлович // Русская философия. Малый энциклопедический словарь. — М.: Наука, 1995. — С. 466—467.
- Моисеев В. И. Чижевский Александр Леонидович // Русская философия. Малый энциклопедический словарь. — М.: Наука, 1995. — С. 585.
- Моисеев В. И. Шпет Густав Густавович // Русская философия. Малый энциклопедический словарь. — М.: Наука, 1995. — С. 603—608.

### Статьи
- Моисеев В. И. Три концепции эволюции в метабиологии А. А. Любищева // Тезисы докладов 10-й Всесоюзн. Конференции по логике, методологии и философии науки. Секция 6-7. — Минск, 1990. — С. 139—140.
- Моисеев В. И. Парадокс Парменида в свете методологии биологического познания // Методология биологии и биологического познания. — М.: ИФ РАН, 1991. — С. 39-41.
- Моисеев В. И. Логика неклассической рациональности // Рационализм 21 в. Материалы 12-х методологических чтений памяти Б. С. Грязнова. — Обнинск, 1991. — С. 17-26.
- Моисеев В. И. Рациональность как бытие субъективности // Эпистемология и неклассическая наука. — М.: ИФ РАН, 1992. — С. 68-83.
- Моисеев В. И. Об одном классе циклических процессов// Мат 1-й межд. конференции «Циклические процессы в природе и обществе», 18-21 октября, г. Ставрополь. — Ставрополь: Изд-во СГУ, 1993. — С. 65—67.
- Моисеев В. И. К философии конечной несоизмеримости // 11-я Международная конференция по логике, методологии и философии науки. Секция 1. Москва—Обнинск, 1995. — С. 41—44.
- Моисеев В. И. Язык как «ктойность» // 11-я Международная конференция по логике, методологии и философии науки. Секция 5. — Москва—Обнинск, 1995. — С. 67—70.
- Моисеев В. И. Тезисы к символической феноменологии (под впечатлением теории символа у П. А. Флоренского) // Символ в культуре: Мат. регион. научн. конф. — Воронеж, 1996. — С. 13—14.
- Моисеев В. И. Гуманитарная логика как логика «предельных» понятий // Межд. Конференция: Математика и искусство. Суздаль, 23 — 27 сентября 1996 г. Тезисы докладов. — С. 41.
- Моисеев В. И. О некоторых принципах биологического многообразия // Философия биологии: вчера, сегодня, завтра. — М.:ИФ РАН, 1996. — С. 135—147.
- Моисеев В. И. Идея ментальной полноты в философии всеединства // Историко-философские исследования: методологические аспекты. Мат. конф. молодых ученых. — М.: РГГУ, 1997. — С. 20—25.
- Моисеев В. И. Бесконечноподобие как основание новой парадигмы научного знания // Экология. Экологическое образование. Нелинейное мышление. lll Межд. конф. из серии «Нелинейный мир». Тезисы докладов. Воронеж, 22—27 сентября 1997 г. — С. 109.
- Моисеев В. И., Чусов А. В. О разнообразии статусов существования и модальности предельных понятий // Вестник МГУ. Серия 7. Философия. — № 4. — 1997. — С. 82 — 104.
- Моисеев В. И. Шаги истории // Историко-философская проблема: существо и типологическое многообразие. Мат. Конф. Молодых ученых, Москва, 1-2 декабря 1998 г. РГГУ, философский факультет. — М., 1998. — С. 26—31.
- Моисеев В. И. Логос русской философии всеединства как основание теоретизации гуманитарного знания// Современная философия языка в России. Предварительные публикации 1998 г. — М.: ИЯ РАН, 1999. — С. 103—167. (грант РФФИ N 97-06-80095)
- Моисеев В. И. Тайна Вильгельма Дильтея // Вопросы методологии. — № 1-2. — М., 1999. — С. 131—141.
- Битюцкая Л. А., Еремин В. С., Моисеев В. И. Синергетика как основа нового мировоззрения в школьном курсе естествознания // Тезисы 7-й Международной конференции «Математика. Компьютер. Образование». Дубна, 23-30 января 2000 г. — М.: Прогресс-Традиция, 1999. — С. 50.
- Моисеев В. И. Вернадский // В. И. Вернадский: pro et contra / Сост. и вступ. ст., коммент. А. В. Лапо. — СПб.: РХГИ, 2000. — С. 730—735. (Данные об авторе — С.841).
- Моисеев В. И. Логика всеединства Владимира Соловьёва// Владимир Соловьёв и философско-культурологическая мысль 20 века. Материалы Международной научной конференции. Иваново, 17-19 мая 2000 г. — Иваново, 2000. — С. 10—14.
- Моисеев В. И. Феномен «сильной» синергетики: ментальное моделирование «ктойности» и саморазвития // Синергетическая парадигма. Многообразие поисков и подходов. — М.: Прогресс-Традиция, 2000. — С. 382—399. (копия)
- Моисеев В. И. Логика всеединства // Человек. Познание. Культура. Вып. 1. / Отв.ред. Борисов И. И. — Воронеж: ВГУ, 2000. — С. 125—132.
- Моисеев В. И. От биологии к витологии: новая точка зрения на феномен живого существа // Математика. Компьютер. Образование. Сб. научн. тр. Под ред. Г. Ю. Ризниченко. — Вып. 7. — Часть 1. — М.: Прогресс-Традиция, 2000. — С. 89—99.
- Моисеев В. И. Феномен логики всеединства // W kregu idei Wlodzimierza Solowjowa. Pod redakcja W. Rydzewskiego i Marka Kity. — Krakow: Wydawnictwo Uniwersytetu Jagiellonskiego, 2000. — P. 141—149.
- Моисеев В. И. Синергетика и проблема единства живой и неживой природы // Синергетика. Труды семинара. Том 4. Естественнонаучные, социальные и гуманитарные аспекты. — М.: Изд-во МГУ, 2001. — С. 187—209.
- Моисеев В. И. От биологии к витологии: новая точка зрения на феномен живого существа // Методология биологии: новые идеи (синергетики, семиотика, коэволюция) / Отв. ред. О. Е. Баксанский. — М.: Эдиториал УРСС, 2001. — С. 222—233.
- Моисеев В. И. Синергетика как наука о метаобъектах // Синергетика в современном мире: Сб. материалов Международной научной конференции. Часть III. — Белгород: БелГТАСМ; Крестьянское дело, 2001. — С. 95—104.
- Моисеев В. И. Проблема субъектной силы // Диагностика и прогнозирование социальных процессов. Сборник научных трудов кафедры социологии / Под ред. проф. Г. А. Котельникова. — Белгород: БелГТАСМ; Крестьянское дело, 2001. — Вып. 3. — С. 19—27.
- Моисеев В. И. Тенденции развития современной философской логики // Вестник научной сессии факультета философии и психологии Воронежского гос. ун-та. — Вып. 3. — Воронеж: ВГУ, 2001. — С. 35—37.
- Моисеев В. И., Садовский Б. Н. О категоричности теорий первого порядка // Системные исследования. Методологические проблемы. Ежегодник. 1999. — М.: Эдиториал УРСС, 2001. — С. 352—357.
- Моисеев В. И. Логика всеединства Вл. Соловьёва // Соловьёвские исследования. Вып. 1. — Иваново, 2001. — С. 8—25.
- Моисеев В. И. О понятии L-противоречивой теории // Человек — Культура — Общество. Мат. межд. конф., посвященной 60-летию воссоздания филос. ф-та МГУ. 13-15 февраля 2002 г. — Т. 2. — М.: Изд-во «Современные тетради», 2002. — С. 24—25.
- Моисеев В. И. К аксиоматике Модальной Онтологии // Рационализм и культура на пороге 3-го тысячелетия: материалы 3-го Российского Философского конгресса (16 — 20 сентября 2002 г.). В 3-х тт. Том 1. Философия и методология науки, эпистемология, логика, философия природы, философия сознания, философия техники, философия образования. — Ростов н/Д: Изд-во СКНЦ ВШ, 2002. — С. 283—284.
- Моисеев В. И. Логика понятий Сергея Гессена // Вестник научной сессии факультета философии и психологии Воронежского государственного университета. — Вып. 4 / Отв. ред. И. И. Борисов. — Воронеж: ВГУ, 2002. — С. 52-53.
- Моисеев В. И. Опыт реконструкции определения аффектов в «Этике» Спинозы. // Философия науки. Вып. 8: Синергетика человекомерной реальности. — М.: ИФ РАН, 2002. — С. 302—321. (копия)
- Моисеев В. И. Логика всеединства Сергея Гессена // Философская и правовая мысль. Вып. 4. Саратов-Санкт-Петербург: «Научная книга», 2002. — С. 302—319.
- Моисеев В. И. Тайна «краковского дела» Владимира Соловьёва // Przegland Rusycystyczny. № 1 (101). Katowice: «Slask» Sp. z o.o. Wydawnictwo Naukowe, 2003, s.5-21.
- Моисеев В. И. Об одном расширении вещественных чисел // Труды конференции «Современные проблемы функционального анализа и дифференциальных уравнений». Воронеж. 30 июня — 4 июля 2003 г. — Воронеж: Типография ВГУ, 2003. — С. 172—182.
- Моисеев В. И. О некоторых определениях синтетической медицины // Этические основы воспитания духовности в медицинском вузе: мат. конф. / Под ред. И. Э. Есауленко. — Воронеж: Воронежская гос. мед. академия, 2003. — С. 74-80.
- Моисеев В. И. Комбинативная и некомбинативная вероятность // Вероятностные идеи в науке и философии: Материалы региональной научной конференции. 23-25 сентября 2003 г. — Новосибирск: Институт философии и права СО РАН / Новосибирский государственный университет, 2003. — С. 34-38.
- Моисеев В. И. Теория поля Курта Левина и субъектные онтологии // Синергетические исследования в области гуманитарных и естественных наук: Сб. ст. / Науч. ред. Поддубный Н. В. — Белгород: ИПЦ «Политерра», 2003. — С. 315—328.
- Моисеев В. И. Тайна «краковского дела» В.Соловьёва // Филологические записки: Вестник литературоведения и языкознания: Вып. 19. — Воронеж: Воронежский университет, 2003. — С. 28—46.
- Моисеев В. И. Современная рациональная ситуация и её приложения в биологии и медицине // Вопросы альтернативной медицины. Мед. альманах. — № 2. — 2004. — С. 234—256.
- Моисеев В. И. Процесс сопряжения // Синергетическая парадигма. Когнитивно-коммуникативные стратегии современного научного познания. — М.: Прогресс-Традиция, 2004. — С. 315—331.
- Моисеев В. И. К логическому анализу проблемы тождества личности // Вестник научной сессии факультета философии и психологии Воронежского государственного университета. — Вып. 6 / Отв. ред. И. И. Борисов. — Воронеж: Воронежский государственный университет, 2004. — С. 100—105.
- Моисеев В. И. Феномен жизни // Философские проблемы биологии и медицины: Сборник статей по итогам конференции. Выпуск 1 / Под ред. д.ф.н., доцента Моисеева В. И. — Воронеж: Центрально-Чернозёмное книжное издательство, 2004. — С. 6—10.
- Моисеев В. И. К логике развития знания // Философия и будущее цивилизации: Тезисы докладов и выступлений IV Российского философского конгресса (Москва, 24-28 мая 2005 г.): В 5 т. Т. 1. — М.: Современные тетради, 2005. — С. 522—523.
- Моисеев В. И. Наука и религия: два образа веры // Философия: история и современность: Сб. научных трудов. — Вып. 1. —Воронеж: Воронежский университет, 2005. — С. 35—48.
- Моисеев В. И., Москалев Е. А. Возможно ли не только физическое знание о живом? // Вопросы альтернативной медицины. Мед. альманах. — № 3. — 2005. — С. 285—308.
- Моисеев В. И. Этос науки как символ новой объективности // Философия науки. Вып. 11: Этос науки на рубеже веков. — М.: ИФ РАН, 2005. — С. 121—136. (копия)
- Моисеев В. И. Интервал Тьюринга и имитация интеллекта // Новое в искусственном интеллекте. Методологические и теоретические вопросы. Под ред. Д. И. Дубровского и В. А. Лекторского. — М.: ИинтеЛЛ, 2005. — С. 216—218.
- Моисеев В. И. Медицина как меро-биология // Философские проблемы биологии и медицины: Сборник статей по итогам конференции. Выпуск 2 / Под ред. д. ф. н., доцента Моисеева В. И. — Воронеж: Издательство «Научная книга», 2005. — С. 6-32.
- Моисеев В. И. Метафизика Свето-Бытия // Метафизика как она есть: Философский альманах / Борчиков С. А. и др. — М.: МАКС Пресс, 2006. — Вып.9. — С. 69—76.
- Моисеев В. И. Проблема теоретического знания биомедицинских наук // Материалы VII международной научно-практической конференции «Здоровье и образование в XXI веке». — М.: Изд-во РУДН, 2006. — С. 346—347.
- Моисеев В. И. Проективно Модальная Онтология и интервальный подход // Учёные записки Таврического национального университета. — Т. 19 [58]. — № 2. Философия. Социология. — Симферополь, 2006. — С. 169—179.
- Моисеев В. И. Биоэтика — наука о биоэтах // Трудный пациент: журнал для врачей. № 1. Т. 5. 2007. — М.: Издательский дом «Академиздат». — С. 55—58.
- Моисеев В. И. Медицина и философия: нужны ли они друг другу? // Трудный пациент: журнал для врачей. — № 3. — Т. 5. — 2007. — М.: Издательский дом «Академиздат».
- Моисеев В. И. Ментальные экраны в математическом мышлении // Философия математики: актуальные проблемы. Материалы Международной научной конференции 15-16 июня 2007. — М.: Изд-во Савин С. А., 2007. — С. 157—160.
- Моисеев В. И. К логике сетевых обоснований // Смирновские чтения по логике. Материалы 5-й конференции. 20-22 июня 2007 / Отв. Ред. А. С. Карпенко. — М.: ИФ РАН, 2007. — С. 33-34.
- Моисеев В. И. Проективно-модальные структуры диалога «Парменид» Платона // Credo New. — № 2. СПб., 2007. — С. 38-62.
- Моисеев В. И. К возможным концептам теоретической медицины // Философские проблемы биологии и медицины. Выпуск 1. В поисках новой парадигмы биомедицины: Сб. — М.: Принтберри, 2007. — С. 11—19.
- Моисеев В. И. К эволюции феномена субъектности в истории философии (взгляд с позиции интегрального подхода) // Проблемы субъектов в постнеклассической науке. Препринт под ред. В. И. Аршинова и В. Е. Лепского. — М.: Когито-Центр, 2007. — С. 35—47.
- Моисеев В. И. Философия и логика синтеза // Мат. 7 междисциплинарной научной конференции «Этика и наука будущего. Разум и биосфера». — М., 2007. — С.90—97.
- Моисеев В. И. Этос науки как символ новой объективности // Этос науки / РАН. Ин-т философии. Отв. Ред. Л. П. Киященко и Е. З. Мирская. — М.: Academia, 2008. — С. 255—271.
- Моисеев В. И. Соловьёвский семинар в Иванове и проект логики всеединства // Соловьёвские исследования. Периодический сборник научных трудов / Гл.ред. Максимов М. В. — Иваново: ИГЭУ, 2008. Вып. 20 (Специальный выпуск: к 10-летию Соловьёвского семинара). — С.170—174.
- Моисеев В. И. Образы интегральной медицины // Философские проблемы биологии и медицины: Выпуск 2: Междисциплинарные аспекты биомедицины: Сборник. — М.: Изд-во «Принтберри», 2008. — С. 44—50.
- Моисеев В. И. От психофармакологии к психофизике // Философские проблемы биологии и медицины: Выпуск 2: Междисциплинарные аспекты биомедицины: Сборник. — М.: Изд-во «Принтберри», 2008. — С. 129—134.
- Моисеев В. И., Ильин А. А. Биологические агрегатные состояния и онкогенез // Философские проблемы биологии и медицины: Выпуск 2: Междисциплинарные аспекты биомедицины: Сборник. — М.: Изд-во «Принтберри», 2008. — С. 310—314.
- Моисеев В. И. Гуманитарно-стратегический контекст проблемы гуманитарной экспертизы инновационных проектов / Рефлексивные процессы и управление. № 2, Июль-декабрь 2008, том 7. Гл. ред. В. Е. Лепский. — С. 84—96. (исследовательский проект РГНФ № 08-03-00652а)
- Моисеев В. И. Витомерные образы постнеклассической онтологии // Постнеклассические практики: определение предметных областей: Мат. междисциплинарного семинара / Под общ. Ред. Астафьевой О. Н. — М.: МАКС Пресс, 2008. — С. 92—120. (Исследовательский проект РГНФ № 08-03-91309aU)
- Моисеев В. И. Как возможна философия медицины? // Философия укрепления здоровья нации: Мат. конф. Под общей ред. д. мед. н., проф. А. И. Вялкова, д. ф. н., проф. Ю. М. Хрусталева и к. ф. н., доцента В. Д. Жирнова. — М.: Российское философское общество, 2008. — С. 140—152.
- Моисеев В. И. Вероятностно-аксиологическая модель рефлексии // Рефлексивные процессы и управление. № 2, Июль-декабрь 2008, том 8. Гл. ред. В. Е. Лепский. — С. 80—104.
- Киященко Л. П., Моисеев В. И. Амбивалентность трансдисциплинарного опыта // Философские науки. 2009. № 1. С. 25-2
- Моисеев В. И., Моисеева О. Н. В пространстве биологоса // Философские науки. — № 1. — 2009. — М.: Гуманитарий, 2009. — С.44—59.
- Моисеев В. И., Моисеева О. Н. К базисной концепции решения проблем биоэтики // Философские науки. — № 1. — 2009. — М.: Гуманитарий, 2009. — С. 121—130
- Моисеев В. И. Теоретическая биология: основные принципы // Философские науки. — № 1. — 2009. — М.: Гуманитарий, 2009. — С. 60—74.
- Моисеев В. И. Онто-код и феномен жизни // Философские проблемы биологии и медицины: Сборник статей по итогам конференции. Выпуск 5. — Воронеж, 2009. — С. 9—12.
- Моисеев В. И. Субъектная среда высоких технологий // Высокие технологии — стратегии 21 в. Мат. конф. 10 Юбилейного межд. Форума «Высокие технологии 21 в.». 21-24 апреля 2009 г. — М.: ЗАО НПКФ «МаВР», 2009. — С. 523—525. (грант РГНФ № 08-03-00652а).
- Моисеев В. И. Об относительности бесконечности // Философия математики: актуальные проблемы: Тезисы второй международной научной конференции; 28-30 мая 2009 г. / Редкол.: Маркин В. И. и др. — М.: МАКС Пресс, 2009. — С. 34—37.
- Моисеев В. И. Внутренний мир как «вывернутое наизнанку» пространство // Актуальная философия (от альфы до алефа): Размышления о… Философский альманах / Ред.колл.: Подзолкова Н. А., Борчиков С. А., Савинов С. А. — М.: МАКС Пресс, 2008. — Вып. 11. — С. 72—77.
- Моисеев В. И. Традиции и новации в философии биомедицины // Философские проблемы биологии и медицины: Выпуск 3: Традиции и новации: Сборник. — М.: Изд-во «Принтберри», 2009. — С. 5—9.
- Моисеев В. И. Образы постнеклассических практик: революция микроосвобождения // Постнеклассические практики и социокультурные трансформации: Материалы VI международного междисциплинарного семинара / Под общ. ред. О. Н. Астафьевой. М.: Изд-во МАКС-пресс, 2009. — С. 36—45.
- Моисеев В. И. Повседневность как медиальное человеко-бытие // Международная научная конференция «Философия повседневности» 17 октября 2009 г.: Материалы конференции. Киев, 2009. — С. 76—77.
- Моисеев В. И. Глобально-стратегический контекст проблемы гуманитарной экспертизы инновационных проектов // Биоэтика и гуманитарная экспертиза: Комплексное изучение человека и виртуалистика. Вып. 3 / Рос. акад. наук, Ин-т философии; Отв. Ред. Ф. Г. Майленова. — М.: ИФ РАН, 2009. — С. 139—155.
- Моисеев В. И. К логике Богочеловечества // Соловьёвские исследования. Вып. 1(21), 2009. — С. 49—63.
- Моисеев В. И. «Оправдание красоты»: проблема реконструкции эстетической философии Владимира Соловьёва // Соловьёвские исследования. Вып. 3(23), 2009. — С. 106—117.
- Моисеев В. И. К онтологии сознания: как совместить qualia с законом сохранения физической энергии? // Философские проблемы биологии и медицины. — Вып. 6. — Воронеж: ВГМА, 2010. — С. 10—14.
- Моисеев В. И. «Оправдание красоты»: проблема реконструкции эстетической философии Владимира Соловьёва // Symbol w kulturze rosyjskiej. Redakcja naukowa Krzysztof Duda, Teresa Obolevitch. Wyszsa Szkola Filozoficzno-Pedagogiczna «Ignatianum», Wydawnictwo WAM, Krakow, 2010. — str.115-128.
- Моисеев В. И. О философской логике А. Ф. Лосева (операторное представление) // Credo New. — № 1 (61). — 2010. — С. 37-65.
- Моисеев В. И. О тенденции финитизации физических величин // Философия физики. Актуальные проблемы. Материалы научной конференции 17-18 июня 2010 г. — М.: ЛЕНАНД, 2010. — С. 113—116.
- Моисеев В. И. Полярная логика: язык и аксиоматика // Современная логика: проблемы теории и истории: Материалы XI Международной научной конференции. Санкт-Петербург, 24-26 июня 2010 г. — СПб., 2010. — С. 450—453.
- Моисеев В. И. От логики всеединства к философии неовсеединства // Материалы международной научной конференции «Философия В. С. Соловьёва в межкультурной коммуникации: К 110-летию со дня смерти В. С. Соловьёва и 20-летию праведной кончины протоиерея Александра Меня». 23-25 сентября 2010 г. — Иваново, 2010. — С. 86—90.
- Моисеев В. И. К концептуальным основаниям медицинских субъектных онтологий // Антропология субъективности и мир современной коммуникации: Сб. ст. / Отв. Ред. А. Ю. Шеманов. — М.: РИК, 2010. — С. 334—350.
- Моисеев В. И. Интервальный подход и гуманитарная экспертиза // Биоэтика и гуманитарная экспертиза. Вып.4 / Рос. акад. наук, Ин-т философии; Отв. Ред. Ф. Г. Майленова. — М.: ИФ РАН, 2010. — С. 153—172. (копия)
- Моисеев В. И. Медицина как транснаука // Философские проблемы биологии и медицины: Выпуск 4: Фундаментальное и прикладное: Сборник. — М.: Изд-во «Принтберри», 2010. — С. 5—7.
- Лепский В. Е., Аршинов В. И., Василов Р. Г., Васюков В. Л., Кортунов С., Малинецкий Г. Г., Провинцев П., Моисеев В. И., Хаханян В. Х. Методологические аспекты инновационного развития России // Экономические стратегии. Экономический бизнес-журнал. — № 7-8. — 2010. — С. 46-59.
- Моисеев В. И. Постнеклассические практики принятия решений: бирефлексивная модель // Модернизация России: наука, образование, высокие технологии: Тезисы выступлений участников II всероссийской конференции по науковедению. — 15-17 ноября 2010 г. / Сост.: А. Э. Анисимова, А. И. Ракитов, М. Н. Русецкая, В. М. Кондратьев, М. В. Сахарова. — М.: МГПУ, 2010. — С. 470—471.
- Моисеев В. И. Образы постнеклассической онтологии и сборка субъектов // Проблема сборки субъектов в постнеклассической науке / Рос. акад наук, Ин-т философии; Отв. ред. В. И. Аршинов, В. Е. Лепский. — М.: ИФ РАН, 2010. — С. 132—146.
- Моисеев В. И. Социогуманитарная экспертиза инновационных проектов и проблема гуманитарной нормы // Биотехнология и общество. Сб. мат. форума «Биотехнология и общество», ассоциированное мероприятие II международного конгресса «ЕвразияБио», 12 апреля 2010 г., Москва / Под. ред. Р. Г. Василова, В. Е. Лепского. — М.: Изд-во «Когито-центр», 2010. — С. 106—109.
- Моисеев В. И. Ценностные онтологии этики и биомедицины: опыт трансдисциплинарной реконструкции // Философские науки, № 12, 2010. — М.: Гуманитарий, 2010. — С. 75—83.
- Моисеев В. И. Онтологический топос власти // Totallogy-XXI. Постнекласичні дослідження. № 24. — Київ: ЦГО НАН України. — 2010. — С. 85—99.
- Киященко Л. П., Моисеев В. И. Интервальный подход в трансдисциплинарном измерении (онто-гносеологический аспект) // Академия знаний / Научный журнал; [под ред. Лазарева Ф. В.], № 3. — Симферополь, 2010. — С. 27—35.
- Моисеев В. И. К философии и математике R-анализа. Часть 1 // Credo New. — № 3 (63). — 2010. — С. 73-85.
- Моисеев В. И. Образы субъектных сред развития в рефлексивной теории В. А. Лефевра и теории аутопоэза // Рефлексивные процессы и управление. Сборник материалов VIII Международного симпозиума 18-19 октября 2011 г., Москва / Под ред. В. Е. Лепского. — М.: Когито-Центр, 2011. — С. 178—181. (грант РГНФ № 11-03-00787а).
- Моисеев В. И., Моисеева О. Н. В смысловом пространстве биологоса: основные концепты // В пространстве биологоса: Коллективная монография. — СПб.: Изд. дом «Міръ», 2011. — С. 19—34.
- Моисеев В. И. Многоединство живого: к принципам психофизической связности // В пространстве биологоса: Коллективная монография. — СПб.: Изд. дом «Міръ», 2011. — С. 35—55.
- Моисеев В. И. Антином должного-сущего («до-сущего») // Философские проблемы биологии и медицины: Выпуск 5: Нормативное и дескриптивное: Сборник. — М.: Изд-во «Принтберри», 2011. — С. 5—8.
- Моисеев В. И. Объём релевантности синтеза: принципы и примеры // Философские проблемы биологии и медицины: итоги и перспективы : сб. статей. — М.: Изд-во «Принтберри», 2011. — С. 15—23.
- Мирясова Н. А., Моисеев В. И. О соотношении сущего и должного в биоэтике // Философские проблемы биологии и медицины: Выпуск 5: Нормативное и дескриптивное: Сборник. — М.: Изд-во «Принтберри», 2011. — С. 19—21.
- Моисеев В. И., Хаева З. В. Холистические представления в физике и биологии: сравнительный анализ на примере концепта температуры // Философские проблемы биологии и медицины: Выпуск 5: Нормативное и дескриптивное: Сборник. — М.: Изд-во «Принтберри», 2011. — С. 97—100.
- Моисеев В. И. О новых философских принципах медицинской психологии.  // Медицинская психология в России: электрон. науч. журн. — 2011. — № 6.
- Моисеев В. И. Транснаучные измерения биоэтики // Биоэтика и гуманитарная экспертиза. Выпуск 5. Отв. ред. Майленова Ф. Г. — М., ИФ РАН, 2011. — С. 87—107.
- Моисеев В. И. Об интегральном характере патоса // Философские науки. 2014. № 11. С. 130—138.
- Моисеев В. И. К новым образам философского рационализма // Философские науки. 2014. № 8. С. 88-90
- Моисеев В. И. Проект исчисления форм: попытка переосмысления // Философские науки. 2014. № 8. С. 91-100
- Моисеев В. И. Квантовая модель сознания // сайт «Московский синергетический Форум»

- Moiseev V. I. About the Logic of the World-Like Systems // XlX World Congress of Philosophy, Moscow, 22 — 28 August, 1993, Book of Abstracts. Section 4.
- Moiseev V. I. Projectively Modal Ontology // Logical Studies. — № 9. — 2002.
- Moiseev V. I. To basic definitions of Logical Topology // Смирновские чтения. 4 Международная конференция. — М., 2003. —С. 84-85.
- Moisiejew W. I. Ontologia Stanislawa Lesniewskiego i Logika Wszechejednosci // Kwartalnik Filozoficzny. Tom XXXII. Zeszyt 1. Przel. Pawel Rojek. — Krakow: Polska Akademia Umiejetnosci, Uniwersytet Jagiellonski. 2004. — pp. 101–126.
- Moiseev V. I. Logic of Good: Moral Logos of Vladimir Soloviov // Miedzy reforma a rewolucja. Rosyjska mysl filozoficzna, polityczna i spoleczna na przelomie XIX i XX wieku. Pod red. W. Rydzewskiego i A. Ochotnickiej. — Krakow, 2004. — str.67-71.
- Moisiejew W. I. Projective Modality in the History of Philosophy. 51 Conferencja Historii Logiki, Uniwersytet Jagellonski, Krakow, 26-27 pazdziernika 2005. Program i streszczenia referatow. p. 6.
- Moiseev V. I. About Properties of L-Inconsistent Theories. // SORITES. Issue № 17 — October 2006. pp. 7–16. ISSN 11351349
- Moisiejew W. I. Idee i perspektywy filozofii neowszechjednosci // Granice Europy — Granice Filozofii. Filozofia a tozsamosc Rosji. Pod redakcja Wlodzimiera Rydzewskiego I Leszka Augustyna. Przel. Pawel Rojek. Wydawnictwo Uniwersytetu Jagiellonskiego. Krakow, 2007. str.167-178.
- Moiseev V. I. Bioethics as the Science about Bioets // Book of Abstracts. European Association of Centres of Medical Ethics (EACME). 21st Annual Conference: «Bioethics in the Real World». 13-15 September 2007. Institute of Biomedical Ethics, University of Zurich, Zollikerstrasse 115, Zurich, Switzerland. — P. 57.
- Moiseev V. I. Projective Modal Structures of Plato’s Parmenides. // E-LOGOS. Electronic Journal for Pholosophy — ISSN 12110442, 1/2009.
- Moiseev V. I. Euthanasia as bioet: basic principles // Book of Abstracts. European Association of Centres of Medical Ethics (EACME). 22nd Annual Conference: «Multiculturalism, Religions, and Bioethics». Venice (Italy), 10-11 September 2009. University of Venice. Fondazione Lanza. — P. 59.

### Лекции
- Моисеев В. И. Лекции по философии неовсеединства

- Лекция 1. Философия всеединства
- Лекция 2. Идея структуры
- Лекция 3. К логике синтеза
- Лекция 4. К логике анализа
- Лекция 5. Порядки и их интервалы
- Лекция 6. Онтология жизни
- Лекция 7. Типы жизни
- Лекция 8. Онтология живой телесности
- Лекция 9. Каузальные сети
- Лекция 10. Полное движение
- Лекция 11. Полярная динамика
- Лекция 12. Логика переменной несовместимости
- Лекция 13. Логика антиномий
- Лекция 14. Логика L-противоречий
- Лекция 15. К теории обобщенной инвариантности
- Лекция 16. Плерональное количество
- Лекция 17. Онто-конструирование и теория воплощения

- Лекция 1. О метафилософии

Элементы метаонтологии
- Лекция 2. К идеям и структуре метаонтологии
- Лекция 3. Онтология Мир-1
- Лекция 4. Многослойные субъекты в Онтологии Мир-(р-1)
- Лекция 5. Плерон воплощения второго порядка в Онтологии Мир-(р-1)
- Лекция 6. Плерон воплощения третьего порядка в Онтологии Мир-(р-1)
- Лекция 7. Координация внутреннего и внешнего развития в Онтологии Мир-(р-1)
- Лекция 8. Наш тип реальности как онтология Мир-3
- Лекция 9. Универсум как многоуровневая система СЭР
- Лекция 10. Гипотеза космо-координации
- Лекция 11. Онтология границ
- Лекция 12. Парадоксы и границы
- Лекция 13. Математическая модель сознания и тела
- Лекция 14. Модель сознания-тела и психофизика
- Лекция 15. Субстанция жизни
- Лекция 16. Эпи-каузальность сознания
- Лекция 17. К определениям необратимой динамики
- Лекция 18. R-метрика полного движения
- Лекция 19. Теория полного движения: первый синтез
- Лекция 20. Теория метаонтологии: первый синтез

Элементы метагносеологии
- Лекция 21. Как возможна субъективность познания
- Лекция 22. Трансцендентное и имманентное в познании
- Лекция 23. Основные способности познания
- Лекция 24. Математическая модель познания: базовые определения
- Лекция 25. Центрации и децентрации в структуре и развитии знания
- Лекция 26. О смысле и всесмысле
- Лекция 27. Плеронально-смысловая модель научной теории
- Лекция 28. Топика познания
- Лекция 29. Расширенные гносеологические валентности
- Лекция 30. Тетрасимметрии и антиномия бытия Абсолютного
- Лекция 31. Об асимметрии истины и лжи
- Лекция 32. Арфункторная модель познания
- Лекция 33. На пути к интегральной модели познания

Элементы мета-аксиологии
- Лекция 34. Ценность как результат эго-измерения
- Лекция 35. К теории аффектов
- Лекция 36. К определениям аксиологического анализа

Мета-этика
- Лекция 37. Феномен нравственности
- Лекция 38. К индукции высшего нравственного закона
- Лекция 39. Альтруизм и эгоизм в нравственных определениях
- Лекция 40. Метод абсолютизации относительного в этике
- Лекция 41. Нравственностные иерархии и обмены
- Лекция 42. Этика как теория меры
- Лекция 43. Этика как аксиоматическая система

Мета-эстетика
- Лекция 44. Красота как равновесие полярностей
- Лекция 45. Красота как произведение сложности на гармонию
- Лекция 46. Полярно-стихиальная семантика в искусстве
- Лекция 47. Красота и симметрия
- Лекция 48. Красота как воплощённая идея
- Лекция 49. О золотом сечении и математике гармонии
- Лекция 50. От творчества к творению

Мета-антропология
- Лекция 51. На пути к интегральной антропологии (недоступная ссылка)
- Лекция 52. Модель сопряжённого детерминизма (недоступная ссылка)
- Лекция 53. Жизненный цикл человека (недоступная ссылка)
- Лекция 54. Пси-поля и феномен человека (недоступная ссылка)
- Лекция 55. R-голографическая модель сознания (недоступная ссылка)
- Лекция 56. Объективность нравственности (недоступная ссылка)
- Лекция 57. Человек в культуре (недоступная ссылка)

Мета-история
- Лекция 58. Космоцентричные образы истории (недоступная ссылка)
- Лекция 59. Элементы космоанализа (недоступная ссылка)
- Лекция 60. Три силы мета-истории (недоступная ссылка)
- Лекция 61. Поступь железного века (недоступная ссылка)
- Лекция 62. Античная история и философия: новая версия (недоступная ссылка)
- Лекция 63. Древнеиндийская история и философия: новая версия (недоступная ссылка)
- Лекция 64. Образы мировой философии: новая версия (недоступная ссылка)

Элементы металогики
- Лекция 65. Логика как генерация многоединства (недоступная ссылка)
- Лекция 66. Логика многоединства как аксиоматическая система (недоступная ссылка)
- Лекция 67. Полярная логика как логика многоединства (недоступная ссылка)
- Лекция 68. Минимальная философская логика (недоступная ссылка)
- Лекция 69. Логика когерентности (недоступная ссылка)
- Лекция 70. Логика переменной мерности (недоступная ссылка)
- Лекция 71. Плерональное многообразие: образы мета-логического синтеза (недоступная ссылка)

### Рецензии
- Моисеев В. И. Рецензия на книгу Черникова М. В. «Принципы мышления»// Вестник ВГУ. — Воронеж. — 1997. — № 1.

## Публицистика
- Моисеев В. И. Питейная субстанция (Эссе по метафизике пьянства) // «Академия Тринитаризма», М., Эл № 77-6567, публ. 13209, 12.04.2006 (копия)
- Моисеев В. И. В поисках «золотой пропорции». Медицина и философия: нужны ли они друг другу? // Медицинская газета. — № 24 (6759) от 4.04.2007. — С. 12.
- Моисеев В. И. Вглядываясь в глобальную карту мира. Философия помогает медицине выйти за грань цеховой изолированности // Медицинская газета. — № 1(7130) от 12.01.2011. — С. 12.
- Моисеев В. И. «После стресса: ответ на замечания В. Н. Садовского»